# Brigitte Bardot International Award
Pour les articles homonymes, voir Bardot.
Le Brigitte Bardot International Award est un prix créé en 1993 à Hollywood, récompensant chaque année le meilleur documentaire animalier non américain.
Il fait partie des prix attribués lors de la cérémonie des Genesis Awards (en), en faveur des médias engagés dans la défense des animaux.
Chaque année, en mars, la Humane Society of the United States organise la cérémonie, choisit les vainqueurs et remet les prix.